# Туркменабат
Туркменабат, Тюркменабат (туркм. Türkmenabat) — місто в Туркменістані, центр Лебапського велаяту.

## Історія
Засноване в 1886.

## Назва
Колишні назви: Чарджуй (1886—1924, 1927—1940), Ленінськ (1924—1927), Чарджоу (1940—1992), Чарджев (1992—1999).

## Населення
Населення — 203 000 мешканців (1999).

## Відомі люди
- Балуховський Микола Пилипович (1899—1977) — український радянський геолог-нафтовик, тектоніст, доктор геолого-мінералогічних наук, першовідкривач Шебелинського газоконденсатного родовища.
- Ізотова Любов Андріївна (нар. 1946) — українська співачка (колоратурне сопрано), педагог, народна артистка України.
- Мустафаєва Гюллен (1919—1994) — радянська художниця.

## Економіка та транспорт
Пристань на ріці Амудар'я. Залізничний вузол. Бавовноочисна, текстильна, швейна, взуттєва, харчова, хімічна, нафтопереробна, металообробна, деревообробна та ін. промисловість.

## Освіта та культура
Педагогічний інститут. Театр. Історико-краєзнавчий музей. Будинок-музей Івана Панфілова (жив у Туркменабаті).

## Географія
Розташований у східній частині країни, лежить на річці Амудар'я.

### Клімат
Місто знаходиться у зоні, котра характеризується кліматом тропічних пустель. Найтепліший місяць — липень із середньою температурою 29.3 °C (84.7 °F). Найхолодніший місяць — січень, із середньою температурою 1 °С (33.8 °F).
| Клімат Туркменабата     | Клімат Туркменабата | Клімат Туркменабата | Клімат Туркменабата | Клімат Туркменабата | Клімат Туркменабата | Клімат Туркменабата | Клімат Туркменабата | Клімат Туркменабата | Клімат Туркменабата | Клімат Туркменабата | Клімат Туркменабата | Клімат Туркменабата | Клімат Туркменабата |
| Показник                | Січ.                | Лют.                | Бер.                | Квіт.               | Трав.               | Черв.               | Лип.                | Серп.               | Вер.                | Жовт.               | Лист.               | Груд.               | Рік                 |
| Абсолютний максимум, °C | 24                  | 28,4                | 33,9                | 40,3                | 42,2                | 44                  | 44,9                | 43                  | 40,4                | 35,6                | 31,3                | 25,7                | 44,9                |
| Середній максимум, °C   | 6,8                 | 10                  | 16                  | 24,4                | 30,4                | 34,8                | 36,4                | 34,5                | 29,7                | 22,6                | 15                  | 8,3                 | 22,5                |
| Середня температура, °C | 1                   | 3,7                 | 9,2                 | 17,1                | 23,3                | 27,6                | 29,3                | 26,9                | 21,2                | 13,9                | 7,6                 | 2,7                 | 15,5                |
| Середній мінімум, °C    | −3,3                | −1,1                | 3,6                 | 10,4                | 15,7                | 19,5                | 21,4                | 19                  | 13,1                | 6,6                 | 1,7                 | −1,8                | 8,9                 |
| Абсолютний мінімум, °C  | −23,8               | −22,2               | −16,3               | −4,6                | 0,8                 | 9,4                 | 11,2                | 9,1                 | 2,8                 | −9,5                | −19,8               | −23,4               | −23,8               |
| Норма опадів, мм        | 19                  | 17.4                | 26.7                | 22.4                | 10.4                | 1.5                 | 1                   | 0.1                 | 0.5                 | 4.6                 | 9.8                 | 16.1                | 129.5               |
| Днів з опадами          | 6,3                 | 5,8                 | 5,6                 | 4,7                 | 2                   | 0,5                 | 0,2                 | 0,3                 | 0,2                 | 1,5                 | 5,2                 | 6,3                 | 38,6                |
| Днів з дощем            | 2                   | 2                   | 4                   | 4                   | 1                   | 0                   | 0                   | 0                   | 0                   | 1                   | 2                   | 3                   | 24                  |
| Вологість повітря, %    | 76.9                | 69.6                | 59.4                | 51.4                | 43.1                | 36                  | 37.4                | 38.1                | 43.3                | 54.4                | 69.3                | 77.2                | 54.7                |
| ----------------------- | ------------------- | ------------------- | ------------------- | ------------------- | ------------------- | ------------------- | ------------------- | ------------------- | ------------------- | ------------------- | ------------------- | ------------------- | ------------------- |
| Джерело: Weatherbase    |                     |                     |                     |                     |                     |                     |                     |                     |                     |                     |                     |                     |                     |